# Espai natural de Naut Aran
L'Espai natural de Naut Aran és un bon representant del sector pirinenc situat a la Val d'Aran, a tocar del Pallars Sobirà. De fet, aquest espai entra en contacte amb el d'Aigüestortes, formant un conjunt muntanyós molt divers i singular, gràcies a la gran extensió de les molleres i congesteres que presenta, amb espècies de flora molt interessants. Naut Aran és un excel·lent exemple de l'era glacial quaternària als Pirineus, amb les seves característiques i formes de relleu, on predominen els materials geològics àcids. Entre els molts trets geomorfològics propis de l'alta muntanya pirinenca silícica hi ha els salts d'aigua.

## Biodiversitat
La funció principal dels espais naturals protegits de Catalunya és conservar mostres representatives de la fauna, la flora i els hàbitats propis del territori, de manera que s'hi puguin desenvolupar els processos ecològics que donen lloc a la biodiversitat (l'àmplia varietat d'ecosistemes i éssers vius: animals, plantes, els seus hàbitats i els seus gens). Naut Aran és un espai natural protegit singular per l'extensió de molleres, congesteres i pinedes de pi negre que presenta, amb espècies de flora molt interessants i singulars.
Tot i la naturalesa àcida del sòl, al Naut Aran hi trobem un conjunt força ric de comunitats vegetals, així com de comunitats permanents d'indrets especials, com són la vegetació de congesteres, tarteres i molleres. En les molleres i tarteres, cal esmentar la presència d'espècies molt rares i absents a la resta del Pirineu: Drosera anglica, Utricularia minor, Equisetum fluviatile i Scorpidium scorpioides. Les espècies estrictament protegides pel PEIN són Scorpidium scorpioides i Sphagnum sp. En el cas de l'ENP de Naut Aran, les espècies presents són Buxbaumia viridis i Drepanocladus vernicosus.
Pel que fa a la fauna, a Naut Aran habita una fauna atlàntica típicament altoaranesa, amb l'afegitó també d'algunes espècies més típiques de la resta del Pirineu català. Com en altres valls del vessant atlàntic, les espècies presents manifesten característiques de la fauna medioeuropea, amb interessants intrusions d'altres elements corològics. L'herpetofauna està molt ben representada amb espècies com la sargantana aranesa (Lacerta aranica) o la sargantana vivípara (Lacerta vivipara). Els amfibis també presenten espècies de gran interès pròpies d'aquests hàbitats, com ara l'ermini (Mustela erminea) o la rata talpera (Arvicola terrestris). En el cas de l'ENP de Naut Aran, les espècies presents són: Callimorpha quadripunctaria, Cerambyx cerdo, Euphydryas aurinia, Galemys pyrenaicus, Graellsia isabelae, Iberolacerta bonnali (Lacerta monticola), Lucanus cervus, Lutra lutra, Miniopterus schreibersii, Rhinolophus euryale, Rhinolophus ferrumequinum, Rhinolophus hipposideros, Rosalia alpina, i Ursus arctos.
Pel que fa als ocells, hi ha Milvus migrans, Milvus milvus, Gypaetus barbatus, Neophron percnopterus, Gyps fulvus, Aquila chrysaetos, Hieraaetus pennatus, Falco peregrinus, Tetrao urogallus, Bubo bubo, Aegolius funereus, Dryocopus martius, Lullula arborea, Sylvia undata, Lanius collurio, Pyrrhocorax pyrrhocorax, Lagopus mutus pyrenaicus, i Perdix perdix hispaniensis.

## Aspectes socioeconòmics
Naut Aran és un espai força sovintejat pel turisme. S'hi practiquen usos silvícoles i ramaders (vaca bruna dels Pirineus); part del territori està configurat per pastures i la construcció típica aranesa associada: les bordes. Presenta diverses instal·lacions de transport per cable, així com una planta de tractament d'àrids, preses, galeries i entubament d'aigües. És reserva nacional de caça el 99,93% de l'espai, i zona de caça controlada el 0,07% de la seva superfície. El 95,86% de la superfície figura en el Catàleg de forests d'utilitat pública (CUP) o té algun tipus de conveni amb ajuntaments o particulars. Pel que fa als usos del sòl, hi ha vegetació arbustiva i herbàcia en un 57,27%; boscos un 38,36%; roques, tarteres, glaceres, coves un 3,94%; terres agrícoles i àrees antròpiques un 0,36% i molleres i aiguamolls en un 0,06%.

## Vulnerabilitat
Un dels grans impactes que hi ha en aquest espai és la freqüentació de gent, tant per l'afluència estival intensa com per la pràctica d'esquí a l'hivern. L'extracció de graveres a la zona de Ruda té un impacte important sobretot en la fauna. Pel que fa a la vulnerabilitat natural, la vegetació present a les molleres i congesteres és vulnerable.

## Protecció
L'Espai Natural Protegit Naut Aran va ser incorporat al PEIN pel Decret 328/1992, pel qual s'aprovava el PEIN. Aquest espai va ser declarat per primera vegada com a Zona d'especial protecció per a les aus (ZEPA) el 1987 i com a LIC el 1997; posteriorment, va ser ampliat com a espai Natura 2000 mitjançant l'acord del govern 112/2006, de 5 de setembre, que va aprovar la xarxa Natura 2000 a Catalunya (DOGC 4735, de 6-10-2006). Així mateix, mitjançant el Pla especial, se'n va fer la delimitació definitiva. Aquest pla complementa el règim normatiu bàsic de protecció establert pel PEIN amb determinacions específiques per a aquest espai. L'Espai Natural Protegit de Naut Aran forma part dels espais naturals protegits gestionats pel Conselh Generau de l'Aran.